# Dallas-Fort Worth Film Critics Association Award per la miglior attrice
Il Dallas-Fort Worth Film Critics Association Award per la miglior attrice (Dallas- Fort Worth Film Critics Association Award for Best Actress) è una categoria di premi assegnata dalla Dallas-Fort Worth Film Critics Association per la miglior attrice dell'anno.

## Vincitori e candidati
I vincitori sono indicati in grassetto.

### Anni 1990
- 1990: Kathy Bates - Misery non deve morire (Misery)
- 1991: Jodie Foster - Il silenzio degli innocenti (The Silence of the Lambs)
- 1992: Emma Thompson - Casa Howard (Howards End)
- 1993: Holly Hunter - Lezioni di piano (The Piano)
- 1994: Linda Fiorentino - L'ultima seduzione (The Last Seduction) a pari merito con Jodie Foster - Nell
- 1995: Elisabeth Shue - Via da Las Vegas (Leaving Las Vegas)
- 1996: Frances McDormand - Fargo
- 1997: Helena Bonham Carter - Le ali dell'amore (The Wings of the Dove)
- 1998: Cate Blanchett - Elizabeth
- 1999: Hilary Swank - Boys Don't Cry

### Anni 2000
- 2000
  1. Laura Linney - Conta su di me (You Can Count on Me)
  2. Joan Allen - The Contender
  3. Ellen Burstyn - Requiem for a Dream
  4. Julia Roberts - Erin Brockovich - Forte come la verità (Erin Brockovich)
  5. Renée Zellweger - Betty Love (Nurse Betty)
- 2001
  1. Sissy Spacek - In the Bedroom
  2. Halle Berry - Monster's Ball - L'ombra della vita (Monster's Ball)
  3. Nicole Kidman - Moulin Rouge!
  4. Tilda Swinton - I segreti del lago (The Deep End)
  5. Renée Zellweger - Il diario di Bridget Jones (Bridget Jones's Diary)
- 2002
  1. Julianne Moore - Lontano dal paradiso (Far from Heaven)
  2. Salma Hayek - Frida
  3. Isabelle Huppert - La pianista (La pianiste)
  4. Nicole Kidman - The Hours
  5. Renée Zellweger - Chicago
- 2003
  1. Charlize Theron - Monster
  2. Scarlett Johansson - Lost in Translation - L'amore tradotto (Lost in Translation)
  3. Diane Keaton - Tutto può succedere - Something's Gotta Give (Something's Gotta Give)
  4. Nicole Kidman - Ritorno a Cold Mountain (Cold Mountain)
  5. Naomi Watts - 21 grammi (21 Grams)
- 2004
  1. Hilary Swank - Million Dollar Baby
  2. Annette Bening - La diva Julia - Being Julia (Being Julia)
  3. Catalina Sandino Moreno - Maria Full of Grace
  4. Imelda Staunton - Il segreto di Vera Drake (Vera Drake)
  5. Kate Winslet - Se mi lasci ti cancello (Eternal Sunshine of the Spotless Mind)
- 2005
  1. Felicity Huffman - Transamerica
  2. Keira Knightley - Orgoglio e pregiudizio (Pride & Prejudice)
  3. Reese Witherspoon - Quando l'amore brucia l'anima - Walk the Line (Walk the Line)
  4. Joan Allen - Litigi d'amore (The Upside of Anger)
  5. Charlize Theron - North Country - Storia di Josey (North Country)
- 2006
  1. Helen Mirren - The Queen - La regina (The Queen)
  2. Judi Dench - Diario di uno scandalo (Notes on a Scandal)
  3. Meryl Streep - Il diavolo veste Prada (The Devil Wears Prada)
  4. Kate Winslet - Little Children
  5. Penélope Cruz - Volver
- 2007
  1. Julie Christie - Away from Her - Lontano da lei (Away from Her)
  2. Marion Cotillard - La Vie en rose (La Môme)
  3. Angelina Jolie - A Mighty Heart - Un cuore grande (A Mighty Heart)
  4. Laura Linney - La famiglia Savage (The Savages)
  5. Ellen Page - Juno
- 2008
  1. Anne Hathaway - Rachel sta per sposarsi (Rachel Getting Married)
  2. Meryl Streep - Il dubbio (Doubt)
  3. Sally Hawkins - La felicità porta fortuna - Happy Go Lucky (Happy-Go-Lucky)
  4. Kristin Scott Thomas - Ti amerò sempre (Il y a longtemps que je t'aime)
  5. Kate Winslet - Revolutionary Road
- 2009
  1. Carey Mulligan - An Education
  2. Meryl Streep - Julie & Julia
  3. Gabourey Sidibe - Precious
  4. Emily Blunt - The Young Victoria
  5. Sandra Bullock - The Blind Side

### Anni 2010
- 2010
  1. Natalie Portman - Il cigno nero (Black Swan)
  2. Jennifer Lawrence - Un gelido inverno (Winter's Bone)
  3. Nicole Kidman - Rabbit Hole
  4. Annette Bening - I ragazzi stanno bene (The Kids Are All Right)
  5. Michelle Williams - Blue Valentine
- 2011
  1. Michelle Williams - Marilyn (My Week with Marilyn)
  2. Tilda Swinton - ...e ora parliamo di Kevin (We Need to Talk About Kevin)
  3. Meryl Streep - The Iron Lady
  4. Charlize Theron - Young Adult
  5. Kirsten Dunst - Melancholia
- 2012
  1. Jessica Chastain - Zero Dark Thirty
  2. Jennifer Lawrence - Il lato positivo - Silver Linings Playbook (Silver Linings Playbook)
  3. Helen Mirren - Hitchcock
  4. Emmanuelle Riva - Amour
  5. Naomi Watts - The Impossible a pari merito con Quvenzhané Wallis - Re della terra selvaggia (Beasts of the Southern Wild)
- 2013
  1. Cate Blanchett - Blue Jasmine
  2. Sandra Bullock - Gravity
  3. Judi Dench - Philomena
  4. Meryl Streep - I segreti di Osage County (August: Osage County)
  5. Emma Thompson - Saving Mr. Banks
- 2014
  1. Reese Witherspoon - Wild
  2. Julianne Moore - Still Alice
  3. Rosamund Pike - L'amore bugiardo - Gone Girl (Gone Girl)
  4. Felicity Jones - La teoria del tutto (The Theory of Everything)
  5. Marion Cotillard - Due giorni, una notte (Deux jours, une nuit)
- 2015
  1. Brie Larson - Room
  2. Cate Blanchett - Carol
  3. Saoirse Ronan - Brooklyn
  4. Charlotte Rampling - 45 anni (45 Years)
  5. Carey Mulligan - Surragette a pari merito con Charlize Theron - Mad Max: Fury Road
- 2016
  1. Natalie Portman - Jackie
  2. Emma Stone - La La Land
  3. Ruth Negga - Loving - L'amore deve nascere libero (Loving)
  4. Amy Adams - Arrival
  5. Annette Bening - Le donne della mia vita (20th Century Women)
- 2017
  1. Sally Hawkins -  La forma dell'acqua - The Shape of Water (The Shape of Water)
  2. Frances McDormand - Tre manifesti a Ebbing, Missouri (Three Billboards Outside Ebbing, Missouri)
  3. Margot Robbie - Tonya (I, Tonya)
  4. Saoirse Ronan - Lady Bird
  5. Meryl Streep - The Post
- 2018
  1. Olivia Colman - La favorita (The Favourite)
  2. Lady Gaga - A Star Is Born
  3. Melissa McCarthy - Copia originale (Can You Ever Forgive Me?)
  4. Glenn Close - The Wife - Vivere nell'ombra (The Wife)
  5. Nicole Kidman - Destroyer
- 2019
  1. Scarlett Johansson - Storia di un matrimonio (Marriage Story)
  2. Renée Zellweger - Judy
  3. Charlize Theron - Bombshell - La voce dello scandalo (Bombshell)
  4. Saoirse Ronan - Piccole donne (Little Women)
  5. Awkwafina -  The Farewell - Una bugia buona (The Farewell) a pari merito con Lupita Nyong'o -  Noi (Us)

### Anni 2020
- 2020
  1. Carey Mulligan - Una donna promettente (Promising Young Woman)
  2. Frances McDormand - Nomadland
  3. Viola Davis - Ma Rainey's Black Bottom
  4. Vanessa Kirby - Pieces of a Woman
  5. Andra Day - The United States vs. Billie Holiday
- 2021[1]
  1. Kristen Stewart - Spencer
  2. Olivia Colman - La figlia oscura
  3. Jessica Chastain - Gli occhi di Tammy Faye (The Eyes of Tammy Faye)
  4. Lady Gaga - House of Gucci
  5. Nicole Kidman - Being the Ricardos
- 2022[2]
  1. Cate Blanchett - Tár
  2. Michelle Yeoh - Everything Everywhere All at Once
  3. Michelle Williams - The Fabelmans
  4. Danielle Deadwyler - Till
  5. Viola Davis - The Woman King

- 2023[3]
  1. Lily Gladstone – Killers of the Flower Moon
  2. Emma Stone – Povere creature! (Poor Things)
  3. Carey Mulligan – Maestro
  4. Greta Lee – Past Lives
  5. Sandra Huller – Anatomia di una caduta (Anatomie d'une chute)

- 2024[4]
  1. Mikey Madison – Anora
  2. Demi Moore – The Substance
  3. Karla Sofía Gascón – Emilia Pérez
  4. Angelina Jolie – Maria
  5. Marianne Jean-Baptiste – Hard Truths e Nicole Kidman – Babygirl (ex aequo)